# ブランダン・フィールズ
ブランダン・フィールズ（Brandon Fields、1958年 - ）は、インディアナ州出身のサックス奏者、フルート奏者、クラリネット奏者。
アレックス・アクーニャ、デイヴィッド・ベノワ、スタンリー・クラーク、ハリー・コニック・ジュニア、ルイス・コンテ、テレンス・トレント・ダービー、ニール・ダイアモンド、ジョージ・デューク、デヴィッド・ガーフィールド、ロベン・フォード、アル・ジャロウ、エルトン・ジョン、クインシー・ジョーンズ、ロス・ロボトミーズ（スティーヴ・ルカサー、サイモン・フィリップス等）、ニール・ラーセン、マイケル・マクドナルド、ビル・マイヤーズ、アルフォンス・ムゾーン、リッキー・ピーターソン、トム・ペティ、ライオネル・リッチー、ザ・リッピントンズ、タワー・オブ・パワー、ルーサー・ヴァンドロス、デイヴ・ウェックル、ナンシー・ウィルソン、フィル・アップチャーチとレコーディングを行ってきた。レイ・チャールズともレコーディングを行っており、彼の死後にリリースされたアルバム『ジーニアス・ラヴ〜永遠の愛』（2004年）に参加した。
ブランダンは、『さよならゲーム』（1988年）、『訴訟』（1991年）、『ため息つかせて』（1995年）、『2 days トゥー・デイズ』（1996年）、『天使の贈りもの』（1996年）、『オースティン・パワーズ：デラックス』（1999年）といった映画のサウンドトラックにも参加している。
ブランダンは、ジョージ・ベンソン（1985年–1986年）、ザ・リッピントンズ（1987年–1989年にメンバー加入）、タワー・オブ・パワー（1990年代初頭にメンバー加入）、アース・ウィンド・アンド・ファイアー（1995年）、デイヴ・ウェックル・バンド（1998年）とツアーを行った。

## ディスコグラフィ

### リーダー・アルバム
- The Other Side of the Story (1986年、Nova)
- The L.A. Jazz Quintet (1986年、ProJazz)
- 『トラベラー』 - The Traveler (1988年、Nova)
- 『アザー・プレイセス』 - Other Places (1990年、Nova)
- Everybody's Business (1991年、Nova)
- Brandon Fields (1995年、Positive Music)
- Fields & Strings (1999年、Paras)
- One People (2009年、CD baby)